# Loi relative au renseignement
Lire en ligne

Lire sur Légifrance

La loi relative au renseignement est une loi française, examinée par le Parlement à partir du 19 mars 2015 et promulguée le 24 juillet 2015.
Visant à renforcer le cadre juridique national du renseignement en France, elle prévoit la mise en place de plusieurs mesures controversées sur le plan des atteintes à la vie privée, telles que l’installation chez les opérateurs de télécommunications de dispositifs, surnommés « boîtes noires », visant à détecter les comportements suspects à partir des données de connexion ; mais aussi des dispositions sur l’utilisation de mécanismes d’écoute, logiciels espions ou encore IMSI-catchers.
Elle remplace la Commission nationale de contrôle des interceptions de sécurité (CNCIS) par une Commission nationale de contrôle des techniques de renseignement (CNCTR) et a précisé le cadrage de l'outil IOL (boites noires d'Interceptions obligatoires légales permettant d'« écouter » les métadonnées des conversations échangées en France sur l'internet par les internautes).

## Historique
Le 14 mai 2013, le député Jean-Jacques Urvoas publie son rapport concernant le cadre juridique des activités de renseignement, dans lequel il pose déjà des bases de la future proposition de loi, telles que le remplacement de la CNCIS.
Des discussions actives entre les ministères de l’Intérieur, de la Justice et de la Défense sont entamées autour de février 2014 à son sujet. En octobre 2014, l'Agence France-Presse fait déjà état d'une présentation du projet de loi pour l’année suivante. Le projet dans son ensemble ne fait donc pas suite aux attentats de janvier 2015, même si des sources font état de l’accélération de son chantier à la suite des événements.
Le 17 mars 2015, Le Figaro publie un article dans lequel il décrit les mesures du projet à venir dans les grandes lignes. Le 18 mars 2015, un journaliste de 01net publie une première version du projet de loi, sur le site de partage de documents Scribd, antérieure à sa soumission au Conseil d’État, avant le dépôt de la version officielle le 19 mars sur le bureau de l’Assemblée nationale.
Lors du Conseil des ministres du 19 mars 2015, le Premier ministre Manuel Valls présente le projet de loi, qui sera examiné par le Parlement en procédure accélérée. Il précise que ce projet de loi est le « résultat d’un travail approfondi » et qu'il vise à « renforcer les moyens d’action des services spécialisés de renseignement » et « garantir le respect des libertés publiques et de la vie privée ».

### Examen en première lecture par l'Assemblée nationale
Le rapporteur du texte pour l'Assemblée nationale est Jean-Jacques Urvoas, déjà co-auteur en 2013 d'un rapport parlementaire sur le cadre juridique applicable aux services de renseignement.
434 amendements ont été déposés par les députés préalablement à la discussion en séance publique les 13, 14, 15 et 16 avril 2015. Le 15 avril 2015, les députés adoptent en séance publique les mesures relatives à la surveillance des données Internet. L’article 2 est adopté avec 25 voix pour et 5 voix contre.
Le vote sur l’ensemble du texte a lieu à l’Assemblée nationale l'après-midi du 5 mai. Après explication de leurs votes par les députés André Chassaigne (GDR), Pascal Popelin (SRC), Éric Ciotti (UMP), Michel Zumkeller (UDI), Alain Tourret (RRDP) et Sergio Coronado (écologiste), le texte du projet amendé est adopté en première lecture par 438 voix contre 86 (42 abstentions),.

### Examen en première lecture par le Sénat
La Commission des Lois du Sénat a auditionné la ministre de la Justice Christiane Taubira le 5 mai 2015, ainsi que Bernard Cazeneuve, le ministre de l'Intérieur, et Jean-Yves Le Drian, ministre de la défense le 12 mai.
227 amendements ont été déposés par les sénateurs préalablement à la discussion publique les 2, 3 et 4 juin et au vote solennel le 9 juin 2015.

### Examen par la Commission mixte paritaire
La Commission mixte paritaire, composée de 7 députés et de 7 sénateurs, a proposé une version finale du projet de loi sur le renseignement, préalablement au vote des deux assemblées. Un amendement au projet de loi sur le renseignement, présenté le 16 juin par Jean-Jacques Urvoas, prévoit que les étrangers de passage en France puissent être surveillés par les services de renseignement sans le contrôle préalable de la Commission nationale de contrôle des techniques du renseignement (CNCTR),. Le 20 juin, à la suite de l'alerte lancée par l'actuel président de la Commission nationale de contrôle des interceptions de sécurité (CNCIS), Jean-Marie Delarue, le gouvernement a fait savoir qu'il allait déposer un amendement afin de le supprimer,.

### Saisines du Conseil constitutionnel
Le 19 avril 2015, le président de la République François Hollande annonce à l’occasion d’une émission sur Canal+ que pour répondre aux inquiétudes formulées il saisira lui-même le Conseil constitutionnel sur le texte de loi. C’est la première fois que le président de la république annonce lui-même la saisine du Conseil Constitutionnel concernant une loi dite « ordinaire », c’est-à-dire ne relevant pas du droit européen.
Le 30 avril 2015, les députés Laure de La Raudière et Pierre Lellouche indiquent avoir réussi à rassembler 60 collègues pour saisir également le Conseil constitutionnel. Le 23 juin 2015, la majorité des députés Europe Écologie Les Verts a décidé de s'associer au recours devant le Conseil constitutionnel sur le projet de loi sur le renseignement.
Le 23 juin 2015, la Quadrature du net, l'association French Data Network (FDN) et la fédération FDN, opposées à certaines dispositions de la loi sur le Renseignement, ont rendu public un mémoire ou «amicus curiæ» de 120 pages pour appuyer la démarche des parlementaires de saisine de Conseil Constitutionnel,.
Le 25 juin, le think tank Génération libre a également déposé un mémoire à l'attention du Conseil constitutionnel, dans lequel il considère que les « boîtes noires » prévues par la loi sont la version numérique des « cabinets noirs » de l'Ancien Régime et demande la censure de la loi pour violation du secret des correspondances.
Le 23 juillet, le Conseil constitutionnel valide l’essentiel de la loi.
Le 13 mai 2016, les « Exégètes Amateurs » réunissant French Data Network, La Fédération FDN ainsi que La Quadrature du Net déposent une QPC sur les mesures de « surveillance hertzienne » de la Loi Renseignement. L'argumentaire défendu soulignait le manque de proportionnalité dans le champ d'application de ce type de surveillance ainsi qu'une atteinte disproportionnée à la vie privée et au secret des correspondances. Le 21 octobre 2016, le Conseil Constitutionnel considérait comme « non-conforme » ces mesures et donne un délai de 14 mois au gouvernement pour retirer ces mesures.

### Saisine de la Commission européenne
Le député Thierry Solère et le député européen Philippe Juvin annoncent le 4 mai 2015 qu’ils saisissent Jean-Claude Juncker, le président de la Commission européenne, du projet de loi français sur le renseignement, qui « viole » selon eux la Charte des droits fondamentaux de l’Union européenne.

## Mesures
La loi prévoit un certain nombre de mesures de renseignement, dont certaines étaient déjà mises en œuvre de facto et hors de tout cadre juridique. Listées dans le titre V du livre VIII du Code de la sécurité intérieure (CSI), il s'agit notamment de la collecte des données de connexion (dites méta-données), de la « sonorisation » (c'est-à-dire des écoutes), de l'interception des communications électroniques via des IMSI catchers, et de la surveillance des communications internationales, via l'interception des communications transitant par les câbles transocéaniques. L'article 2 de la loi prévoit les cas où ces mesures sont autorisées (CSI, L. 811-3):

1. L'indépendance nationale, l'intégrité du territoire et la défense nationale ;
2. Les intérêts majeurs de la politique étrangère, l'exécution des engagements européens et internationaux de la France et la prévention de toute forme d'ingérence étrangère ;
3. Les intérêts économiques, industriels et scientifiques majeurs de la France ;
4. La prévention du terrorisme ;
5. La prévention :
  1. Des atteintes à la forme républicaine des institutions ;
  2. Des actions tendant au maintien ou à la reconstitution de groupements dissous en application de l'article L. 212-1 ;
  3. Des violences collectives de nature à porter gravement atteinte à la paix publique ;

6. La prévention de la criminalité et de la délinquance organisées ;
7. La prévention de la prolifération des armes de destruction massive.

La liste va donc ainsi au-delà des seules affaires de terrorisme et même de crime organisé, puisqu'elle implique également le renseignement économique, les « intérêts majeurs de la politique étrangère » (notion peu définie juridiquement, comme l'ont notamment souligné lors des débats le groupe écologiste) et même les « violences collectives de nature à porter gravement atteinte à la paix publique », notion qui pourrait s'appliquer à de simples manifestations selon plusieurs syndicats (CGT, Syndicat de la magistrature, etc.).

### Collecte en temps réel des données de connexion
L’article 2 du projet de loi prévoit l’installation, sur les réseaux des opérateurs de téléphonie et des fournisseurs d’accès à Internet, de dispositifs, surnommés par certains « boîtes noires », permettant aux services de renseignement de recueillir, en temps réel, les données de connexion relatives à des personnes préalablement identifiées comme présentant une menace (article L. 851-3).
Par ailleurs, l’article L. 851-4 permet la mise en place d’un « algorithme » traitant les données de connexion de tous les connectés et visant à détecter une menace terroriste, mais « sans procéder à l’identification des personnes concernées par l’analyse des données autres que celles suspectées de terrorisme ». Le texte prévoit que la levée de l’anonymat des personnes se fait sur ordre du premier ministre ou délégué si l’algorithme détecte une menace terroriste.
Les données ainsi mises à disposition des services de renseignement sont celles indiquées à l’article L. 851-1 du code de la sécurité intérieure, c’est-à-dire les « informations ou documents traités ou conservés par leurs réseaux ou services de communications électroniques, y compris les données techniques relatives à l’identification des numéros d’abonnement ou de connexion à des services de communications électroniques, au recensement de l’ensemble des numéros d’abonnement ou de connexion d’une personne désignée, à la localisation des équipements terminaux utilisés ainsi qu’aux communications d’un abonné portant sur la liste des numéros appelés et appelants, la durée et la date des communications ». Ces données n’incluent pas le contenu même des communications.

#### Fonctionnement de l'algorithme
Il est prévu que les données relatives au fonctionnement de l'algorithme soient publiées dans un décret non public et classifié.
Lors de la deuxième séance du 15 avril 2015, Bernard Cazeneuve a mentionné, comme exemple de données détectables, l’établissement de connexions « sur le darknet », via « une multitude d’adresses IP qui se masquent les unes les autres » : ces deux éléments de langage font explicitement référence au projet Tor ; ce qui pourrait suggérer une journalisation unilatérale des connexions à ce réseau, même pour des usages parfaitement licites (tels que la protection des sources,), étant donné que l’utilisation de multiples couches de chiffrement (la plus haute étant TLS) empêche théoriquement à un attaquant en position d’homme du milieu de savoir l’utilisation qui en est faite,.
Jean-Yves Le Drian, lui, a rapporté ce scénario : « si Daech met en ligne une vidéo de décapitation sur des sites djihadistes connus, puis se connecte sur d’autres sites pour s’assurer de la bonne réception et de la bonne qualité des images et du message, cette dernière activité se traduit par des connexions à certaines heures, depuis certains lieux, sur certains sites. Un algorithme permet de trier anonymement les connexions et de repérer ainsi un trafic caractéristique ». On notera que les « sites djihadistes connus » font déjà l’objet d’une politique de blocage (introduite par la loi anti-terrorisme de novembre 2014, et par ailleurs mise en place de manière controversée le 15 mars 2015, soit deux jours avant la révélation du projet de loi renseignement par Le Figaro), ce qui pourrait donc complexifier leur surveillance s'ils ne sont plus accessibles que par des moyens anonymisants.
La surveillance de la consultation de vidéos a également été évoquée ; les cas de figure adjacents pourraient cependant être compromis par le fait que le principal site de partage de vidéos, YouTube, est déjà passé au chiffrement complet des échanges via HTTPS,, et que le centre de données de Google le plus proche ne se trouve pas en France, mais à Saint-Ghislain, en Belgique,. Ne se trouvent en France que des caches présents chez les opérateurs sur lesquels ces derniers n'ont pas la main, et que Google pourrait vouloir retirer à tout moment.

### «L’urgence absolue» ou la mise en œuvre en dehors de tout contrôle préalable
Le gouvernement prévoit de créer une autorité administrative indépendante, la Commission nationale de contrôle des techniques de renseignement (CNCTR) composée de magistrats, d’une personnalité qualifiée pour ses connaissances en matière de communications électroniques et de parlementaires. Cette commission a pour mission de formuler un avis avant toute autorisation de mettre en œuvre une technique de renseignement. Néanmoins, comme le font remarquer les opposants à la loi, dans les cas d’« urgence absolue », cette autorisation pourra être délivrée automatiquement sans avis préalable de la commission,.

### Censure par le Conseil constitutionnel en août 2017
Après la modification de la loi relative au renseignement dans le cadre de la prolongation de l’état d’urgence le 21 juillet 2016, dans la foulée immédiate de l'attentat de Nice, par un amendement du rapporteur de la loi au Sénat, Michel Mercier, le Conseil constitutionnel censure le 4 août 2017 une disposition de l'article L 851-2 du code de la sécurité intérieure qui permet aux services de renseignement le recueil des données de connexion de « l’entourage » des personnes en lien avec la menace terroriste. Alors que la loi limitait précédemment l’accès en temps réel à ces données aux personnes en lien avec la menace terroriste et à une durée de deux mois, renouvelable, les nouvelles dispositions permettaient de surveiller « l’entourage » de la personne visée et de porter la durée maximale à quatre mois,. La collecte des métadonnées avait été introduite par l’article 20 de la loi de programmation militaire du 18 décembre 2013. Ce texte autorisait les services de renseignement à demander aux fournisseurs d'accès à Internet, hébergeurs ou opérateurs de télécommunications, de leur transmettre « en temps réel » les « informations ou documents » d’une personne impliquée dans des activités liées au terrorisme, à la criminalité organisée ou menaçant la sécurité nationale ou « la sauvegarde des éléments essentiels du potentiel scientifique et économique de la France ». La contestation de ces dispositions est effectuée le collectif des « Exégètes amateurs » regroupant la Quadrature du Net, French Data Network et la Fédération française de fournisseurs d’accès à internet associatifs, via une question prioritaire de constitutionnalité (QPC). plaidée devant le Conseil constitutionnel le 25 juillet 2017. Dans sa décision du 4 août, le Conseil a validé l’allongement de la durée de l’autorisation à quatre mois, mais a censuré la disposition évoquant « l’entourage », qu'elle voit comme « un nombre élevé de personnes, sans que leur lien avec la menace soit nécessairement étroit ». Aux yeux du Conseil, le législateur n’a pas concilié de façon équilibrée la prévention du terrorisme et le respect de la vie privée, reproche de ne pas l'avoir limité ou bien défini, comme c’est le cas pour le nombre de lignes téléphoniques pouvant être écoutées. Le Conseil date la prise d'effet de la censure au 1er novembre 2017, de façon à laisser au gouvernement de revoir les textes applicables,.

## Critiques

### Organisations civiques
Le projet de loi reçoit rapidement des critiques de la part :
- de la Commission nationale de l’informatique et des libertés (CNIL)[55] ;
- du Conseil national du numérique (CNNum) qui évoque la « surveillance de masse »[56] ;
- du juge anti-terroriste Marc Trévidic qui estime en avril que ce nouveau projet de loi est « une arme redoutable si elle est mise entre de mauvaises mains ». Il fait part à la presse de son inquiétude notant : « Il y a une absence de contrôle totale dans cette loi »[57] ; en juin, il ajoute : « Il faut arrêter de croire que c'est le renseignement, acquis grâce à des écoutes/sonorisations/balises administratives, qui permet d'arrêter les terroristes ! Seul, le judiciaire permet d'interpeller (...) On n'envoie pas en prison, on ne débarque pas chez quelqu'un sur un simple renseignement (...) Demain, si un service de renseignement me dit que vous êtes un dangereux terroriste qui projette de poser une bombe, devrais-je croire ce service sur parole, sans aucun élément ? C'est pourtant la tendance qui se dessine. » Selon le juge, le gouvernement privilégie le renseignement au judiciaire car « il ne peut pas contrôler le judiciaire. Le renseignement, sur lequel il a la main, si[58]. »; à l'inverse le haut fonctionnaire Bernard Squarcini, ancien directeur central du renseignement intérieur, est plus mesuré quant à la Loi. Selon lui, « ces mesures sont nouvelles. Il faudra cependant attendre la pratique pour connaître leur efficacité et voir si elles correspondent à l'esprit et à l'attente des services »[59].
- de la Quadrature du Net, une association de défense des droits et libertés des citoyens sur Internet, qui estime que le projet de loi – en l’état – « met en place la surveillance généralisée et légalise les pratiques des services de renseignement attentatoires aux libertés fondamentales, sans aucune garantie sérieuse contre les dérives potentielles »[60]. D’autres associations telles que la Ligue des droits de l’homme, Amnesty International ou encore Reporters sans frontières critiquent « un projet liberticide »[61] ;
- du Syndicat de la magistrature qui souligne que « tout le dispositif est placé entre les mains de l’exécutif évitant le contrôle par le juge judiciaire de mesures pourtant gravement attentatoires aux libertés individuelles qu’il est constitutionnellement chargé de protéger »[62]. Le barreau de Paris s’est joint à ces critiques.

Lors de son audition le 2 avril 2015 par la Commission des Lois de l’Assemblée nationale, le Défenseur des droits Jacques Toubon a ainsi précisé que « la loi doit être d’une clarté et d’une précision suffisantes pour fournir aux individus une protection adéquate contre les risques d’abus de l’exécutif dans le recours aux techniques de renseignement ».
Pierre-Olivier Sur, bâtonnier du barreau de Paris, interrogé au sujet du projet de loi, parle de « mensonge d’État ». Il avance que « ce projet menace gravement les libertés publiques. ».

### Acteurs du numérique
Le 14 avril 2015, un collectif d’entreprises du net opposées au dispositif des « boîtes noires » chargées de surveiller les connexions des internautes annoncent le lancement du mouvement « ni pigeons, ni espions ». Ce collectif est « contre la surveillance généralisée d’Internet » jugée « inefficace » et « dangereuse pour la croissance »,. Le collectif comptait 942 organisations signataires le 12 mai. 
Le samedi 20 décembre 2014, le site officiel des Anonymous France déclare la loi comme "liberticide". Elle est en effet clairement à l'encontre de leur projet de protection de la vie privée sur Internet.

### Une pétition rassemblant plus de100 000 signatures
Le 9 avril 2015, le politologue Thomas Guénolé et la communicante Katerina Ryzhakova lancent une pétition contre le projet de loi : notamment relayée par Libération, elle dépasse rapidement les 100 000 signatures. Le 23, Le Monde publie le Manifeste des 110 000 contre le Big Brother français, des mêmes auteurs. Le 28, les co-initiateurs déposent le texte de la pétition et ses plus de 119 000 signatures à l’hôtel Matignon, à l’attention du Premier ministre.

### Médias français
Dans les jours précédents l’examen du projet de loi en première lecture par l’Assemblée Nationale, plusieurs grands quotidiens français consacrent des articles aux problématiques induites par ce projet de loi. Le numéro de Libération du week-end des 11 et 12 avril 2015 titre « tous épiés, tous suspects » et consacre un dossier de huit pages au projet de loi, incluant une interview du Ministre de l’intérieur Bernard Cazeneuve. L’édition du Monde des mêmes jours dévoile par ailleurs l’existence d’un « « Big Brother » dissimulé au cœur du renseignement », la Plateforme nationale de chiffrement et de déchiffrement, se livrant déjà aux pratiques que la loi Renseignement a pour but de légaliser.
Le 24 avril 2015, l’Observatoire des médias Acrimed publie un communiqué déclarant son opposition au projet de loi.

### Médias internationaux
Le New York Times, dans un éditorial du 1er avril 2015 intitulé « French Surveillance State » (« L’État français de surveillance »), appelle le Parlement français « à protéger les droits démocratiques de ses citoyens d’une surveillance gouvernementale indûment expansive et intrusive ». Il dénonce un projet de loi qui « concentre des pouvoirs extraordinaires » dans les mains du premier ministre « en lui donnant, plutôt qu’aux juges, le contrôle du processus d’approbation des demandes de surveillance des agences de renseignement » et s’inquiète aussi du fait que la loi « met en danger la liberté de la presse »,.

### Manifestations

#### Une première manifestation mi-avril 2015
Le 13 avril 2015, l’Observatoire des libertés du numérique, groupement d’associations incluant la Quadrature du net, a appelé à manifester devant le Palais Bourbon. La police a compté « plusieurs dizaines de manifestants ».

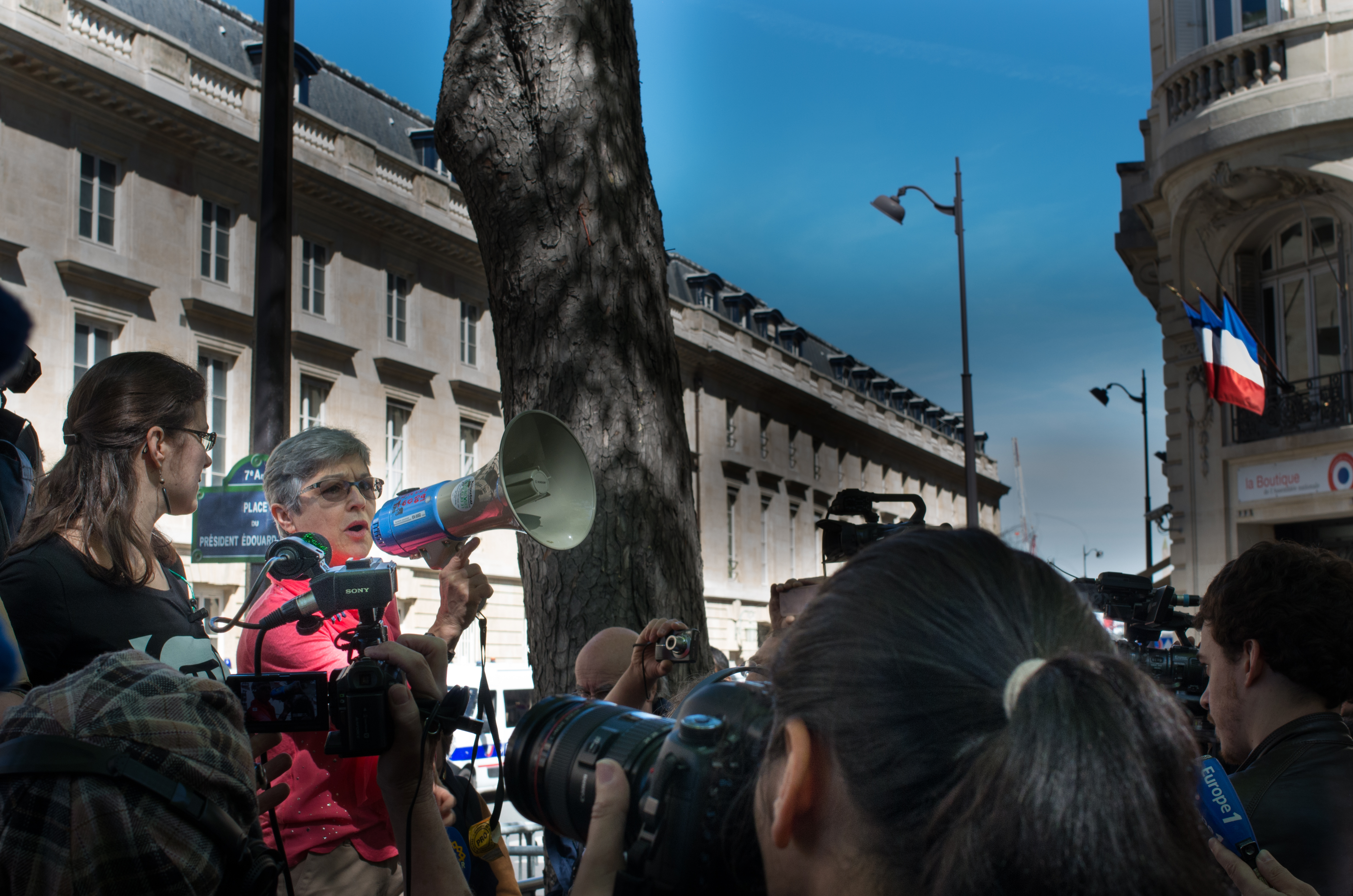
Intervention pendant la manifestation contre le projet de loi renseignement
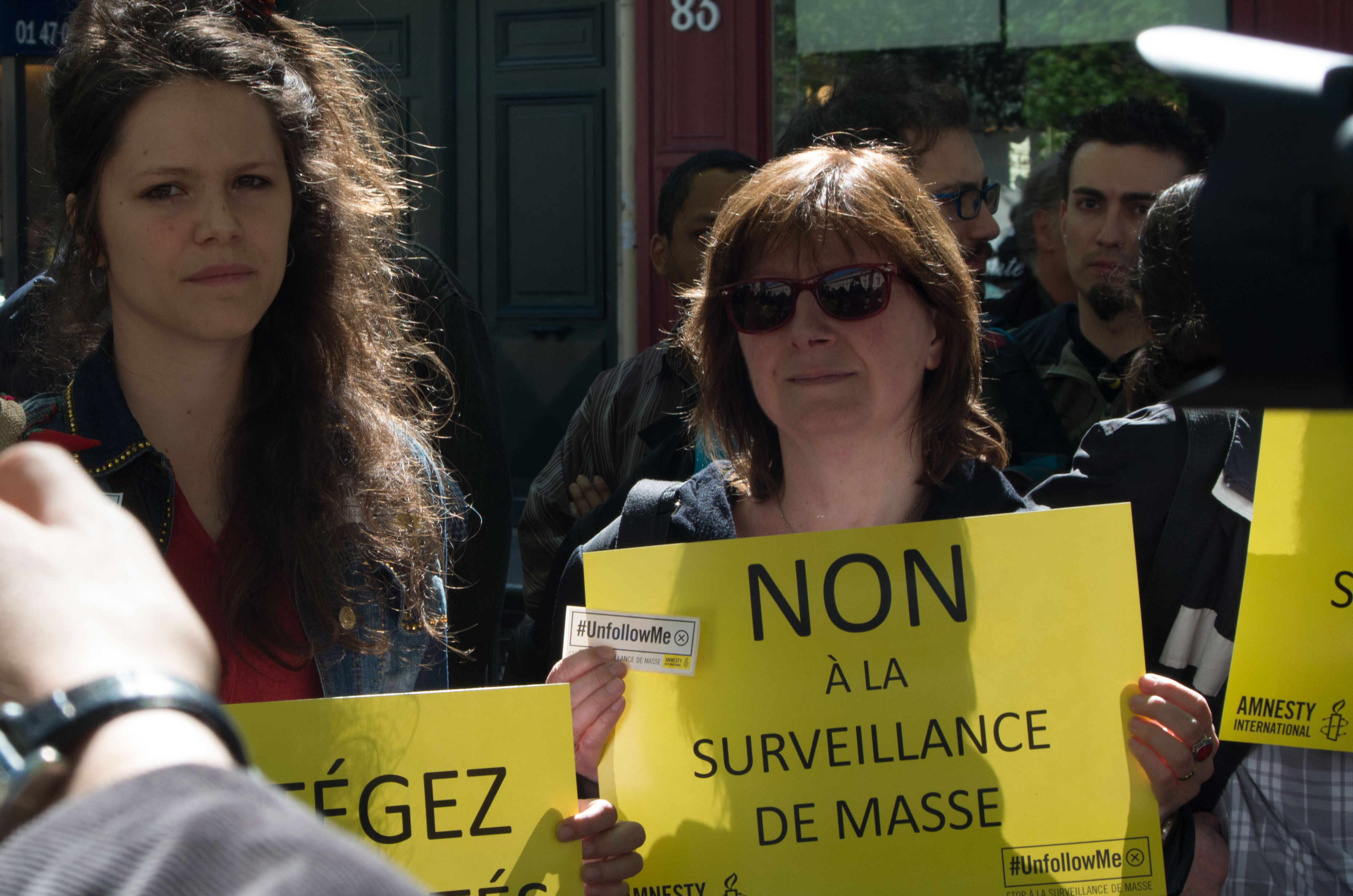
Manifestants contre le projet de loi renseignement
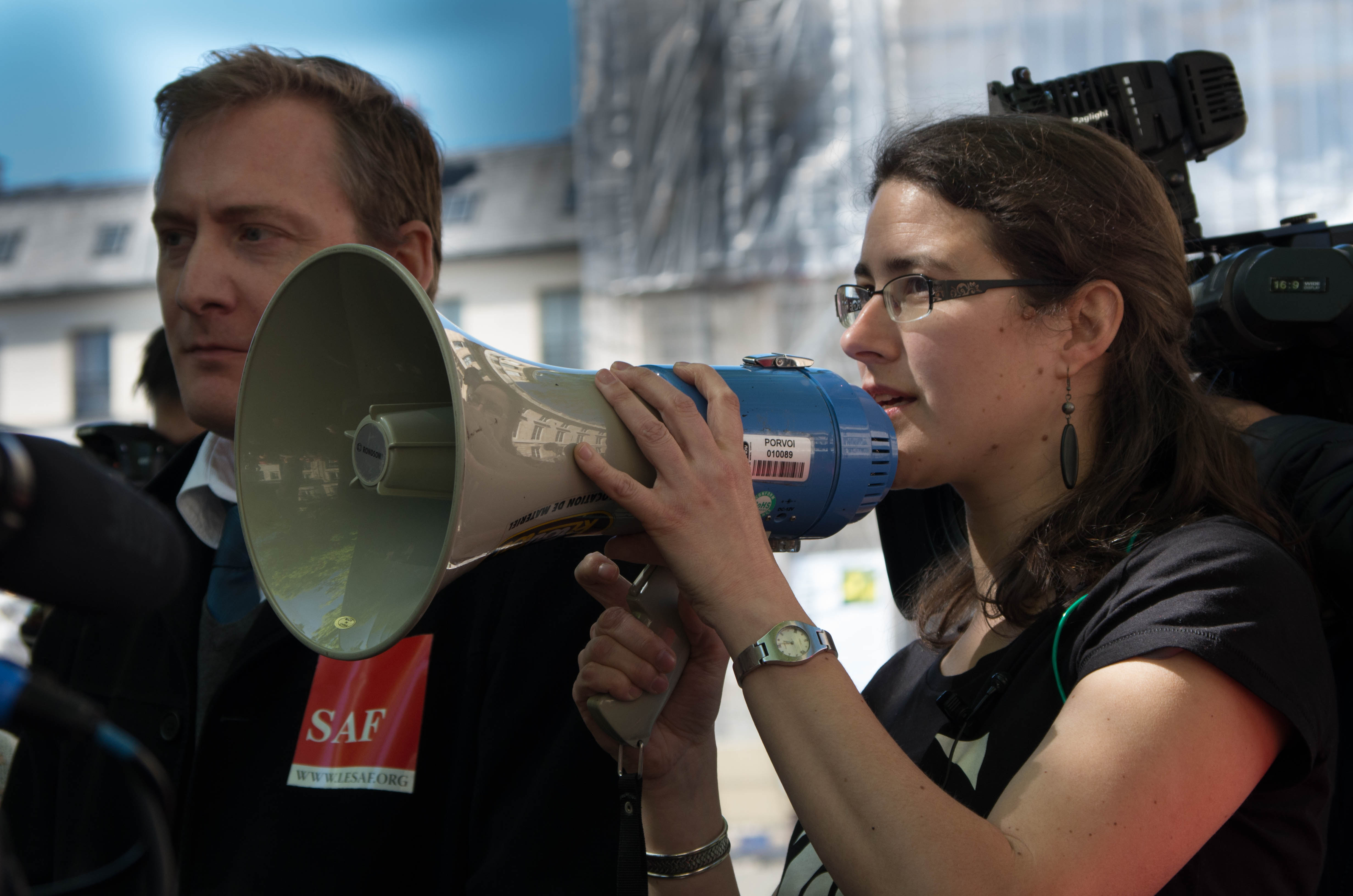
Adrienne Charmet-Alix porte parole de La Quadrature du Net
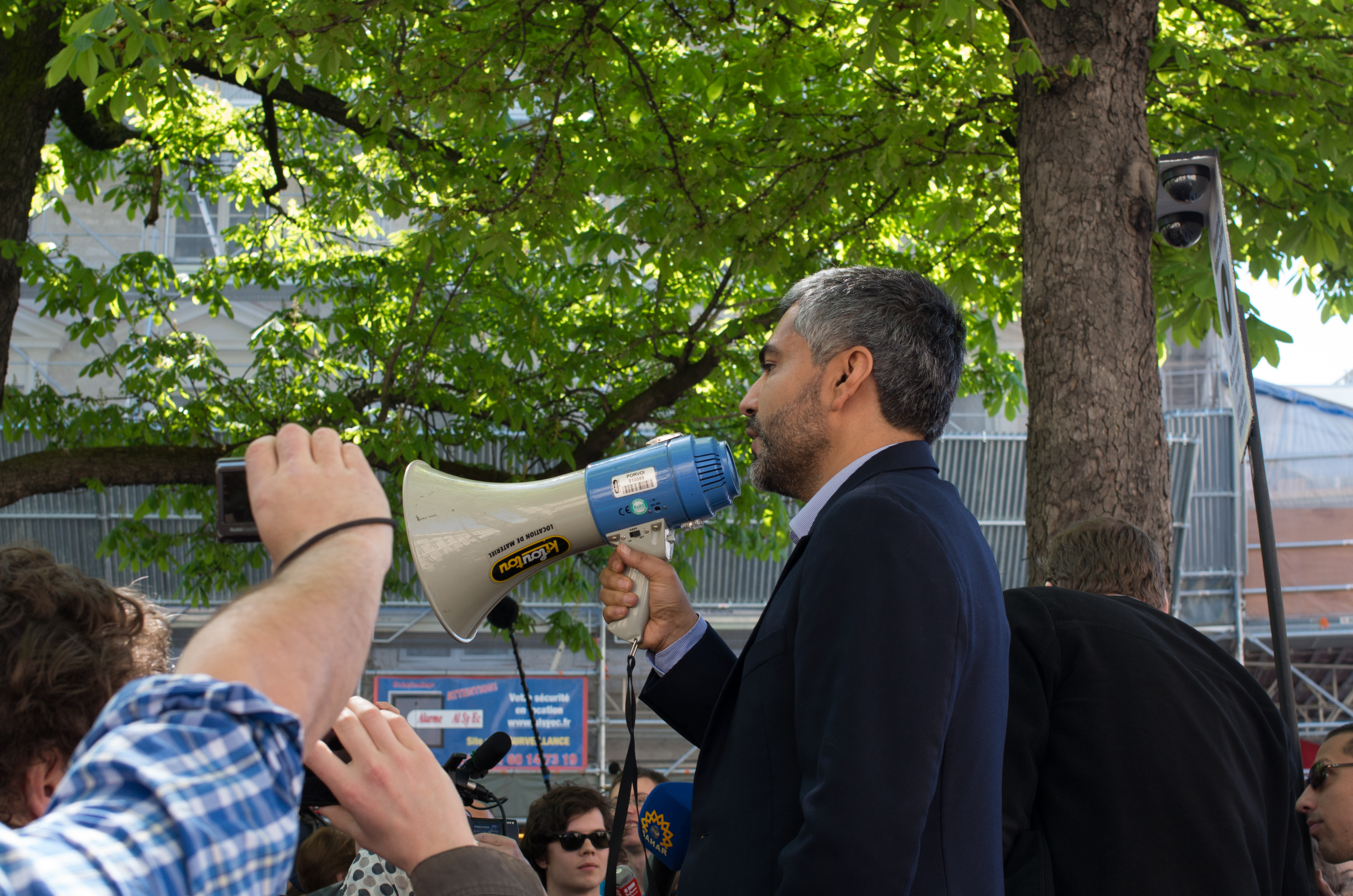
Le député Sergio Coronado au rassemblement contre le projet de loi renseignement
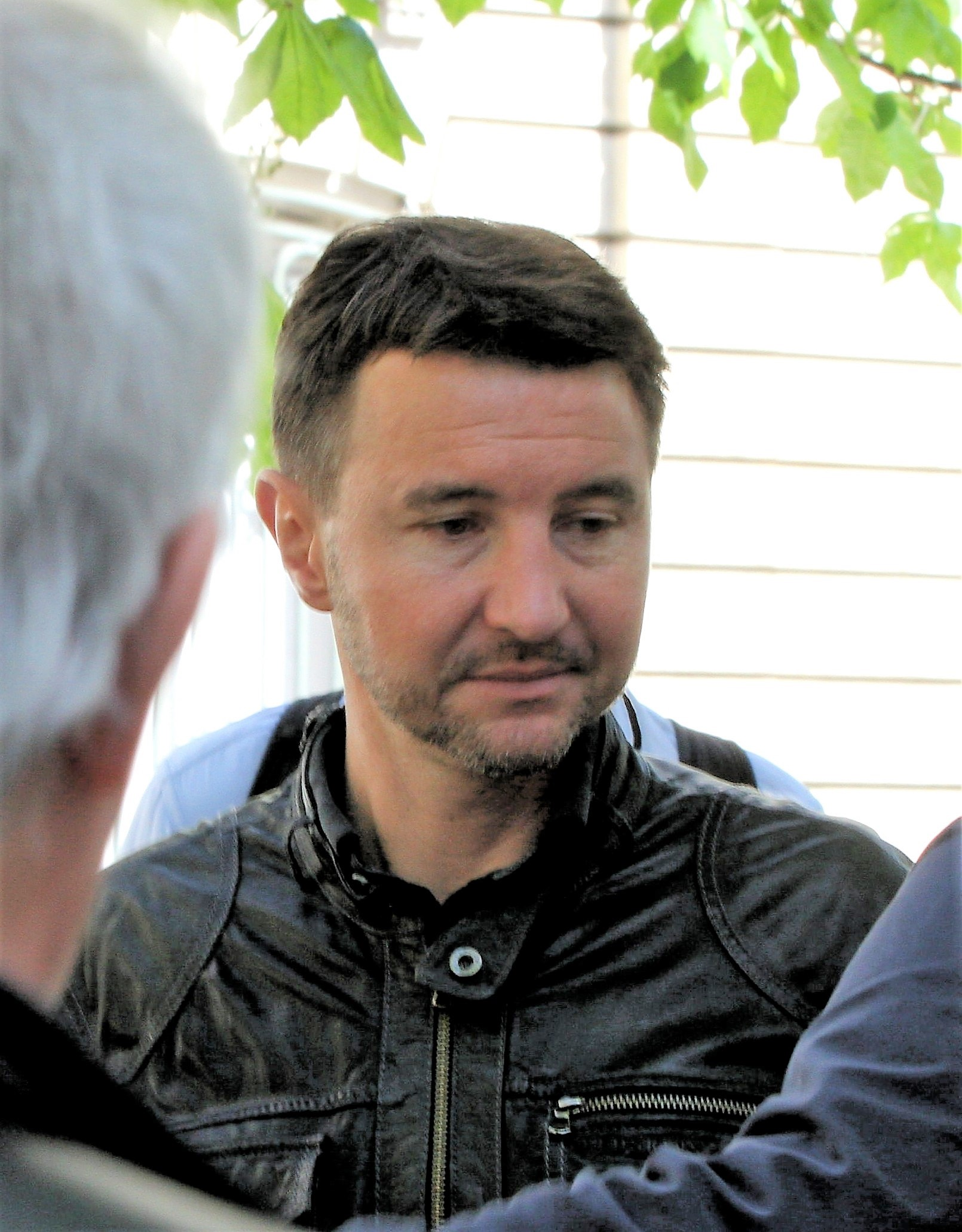
Olivier Besancenot au rassemblement contre le projet de loi renseignement

#### Plusieurs manifestations début mai 2015
À la veille du vote des députés sur le projet de loi sur le renseignement, plusieurs manifestations se sont déroulées le 2 mai à Lyon et Brest,,,, le 4 mai 2015 à Toulouse, Quimper, Bordeaux et Paris, et le 16 mai à Strasbourg.

#### Manifestation du 8 juin 2015
À la veille du vote des sénateurs sur le projet de loi, une manifestation s’est déroulée place de la République à Paris, rassemblant environ 500 participants. Plusieurs associations ou collectifs ont pris la parole, en particulier le Syndicat de la magistrature, La Quadrature du Net, Amnesty International, l’UNEF, Léa-Linux, Les Amis de la Terre ou le Parti de gauche.

#### Occupation devant les locaux de la DGSI le 21 juin 2015
Peu avant le vote solennel du projet de loi au Sénat à l’issue de la procédure accélérée, plusieurs associations et collectifs ainsi que les inculpés de l’affaire Tarnac se sont réunis à Levallois-Perret près du siège de la Direction générale de la Sécurité intérieure pour un rassemblement intitulé «Occupy DGSI»,.

## Conséquences

### Économiques
À la suite de l’examen du projet de loi à l’Assemblée nationale, l’hébergeur de noms de domaine EU.ORG a annoncé le 17 avril 2015 qu’il allait procéder « au déménagement de tous ses serveurs de noms hors de France ».
Le même jour, l’hébergeur Altern, pionnier en France de « l’Internet Libre », a indiqué qu’il « ferme ses services le temps de déménager à l’étranger » ; son fondateur Valentin Lacambre annonce le 5 mai 2015 que ses serveurs sont désormais hébergés en Norvège.
Le 22 avril 2015, l’hébergeur internet Gandi confirme son opposition au texte de loi approuvé par l'Assemblée nationale et indique qu'il compte « poursuivre son développement à l'étranger, notamment au Luxembourg »,. Le 21 mai 2015, il donne le choix à ses clients de migrer leurs données en dehors du territoire français.
Cette même année, l'hébergeur OVH menace de déménager l'ensemble de ses serveurs informatique en dehors du territoire français[réf. souhaitée].
La plateforme Movim Network annonce le 12 mai 2015 avoir déménagé ses serveurs aux Pays-Bas,.

### Droits de l'homme
Cette loi a été critiquée dès 2015 par la Ligue de droits de l'homme, qui la dénonce comme un dispositif entre les mains du pouvoir exécutif, ayant pour effet d'éviter le contrôle par le juge judiciaire de mesures considérées comme attentatoires aux libertés individuelles qu’il est constitutionnellement chargé de protéger.
Selon l'association, le « vice majeur » du dispositif consiste en ce qu'aucune limite n’est fixée pour déterminer quand et selon quels critères le régime du renseignement relevant d’une police administrative d’exception devra laisser place à une enquête judiciaire de droit commun, assortie des garanties qu’elle comporte pour ceux qui en font l’objet.
Cette loi est qualifiée de « dispositif pérenne de contrôle occulte ».

## Filmographie

### Émissions télévisées
- Émission Mots croisés - « Tous protégés ? Tous surveillés ? », 13 avril 2015, France 2[98],[99].

### Conférences
- Débat sur le projet de loi Renseignement (durée : 2 heures et 20 minutes), organisé par la Fondation Mozilla le  4 avril 2015[100].
- Débat « Six heures contre la surveillance » , organisé le 6 mai 2015 par Mediapart[101],[102].

## Sources
- Dossier préalable :
  - [PDF] Rapport « Pour un « État secret » au service de notre démocratie » de la Mission d’évaluation du cadre juridique applicable aux services de renseignement, publié le 14 mai 2013
  - [PDF] Rapport relatif à l’activité de la Délégation parlementaire au renseignement pour l’année 2014, publié le 18 décembre 2014
- Projet de loi - version de mars 2015 (avant passage au Conseil d’État) sur Scribd
- Avis du Conseil d’État, du 12 mars 2015 sur du site du gouvernement français
- Compte-rendu du Conseil des ministres du 19 mars 2015 sur le site de la Présidence de la République
- Dossier législatif de l’Assemblée nationale :
  - Étude d’impact, du 18 mars 2015.
  - Projet de loi, déposé par le gouvernement le 19 mars 2015.
  - Avis de la Commission de la Défense nationale et des Forces armées, du 31 mars 2015.
  - Rapport de la Commission des Lois constitutionnelles, de la Législation et de l’Administration générale de la République, du 2 avril 2015.
  - [PDF] Texte résultant des délibérations de l’Assemblée nationale à l’issue de la séance du 16 avril 2015.
- Dossier législatif du Sénat :
  - Comptes rendus des réunions des commissions.
  - [PDF] Avis de la Commission des Affaires étrangères, de la Défense et des Forces armées, déposé par Jean-Pierre Raffarin le 13 mai 2015.
  - Liste des 238 amendements présentés en première lecture par la Commission des lois du Sénat.
  - Texte après passage en Commission des Lois qui sera présenté lors en séance publique le 2, 3 et 4 juin 2015
  - Liste (provisoire) des amendements déposés sur le texte de la commission, qui seront présentés en séance publique
  - Texte final, résultant des délibérations du Sénat, le 9 juin 2015
- Projet de loi élaboré par la Commission mixte paritaire (composée de représentants de l’Assemblée nationale et du Sénat), le 16 juin 2015

#### Renseignement en France
- Pilotage : Conseil national du renseignement
- Histoire : Histoire du renseignement français, Renseignement d’origine électromagnétique en France
- Communauté nationale du renseignement : les 6 services spécialisés (DGSE, DPSD, depuis 2016 DRSD, DRM, DGSI, DCRI, DNRED, Tracfin), le coordonnateur national du renseignement et l’Académie du renseignement
- Opérations : Commandement des opérations spéciales (COS)
- Infrastructure : Groupement interministériel de contrôle, Frenchelon, Infrastructure de mutualisation
- Contrôle : Commission nationale de contrôle des interceptions de sécurité (CNCIS), depuis 2015 et à la suite de cette loi, Commission nationale de contrôle des techniques de renseignement (CNCTR), délégation parlementaire au renseignement (DPR), inspection des services de renseignement, Interceptions obligatoires légales

Olivier de Maison Rouge, "Le droit du renseignement", LexisNexis, 2016

#### Renseignement aux États-Unis
- Gestion de la perception

#### Concepts
- Deep packet inspection
- Données personnelles, Métadonnée
- Économie de la surveillance
- Surveillance
- Surveillance globale
- Vie privée et informatique

#### Critiques
- Big Brother Awards
- Comité d’enquête sur la surveillance électronique de masse de citoyens de l’Union européenne

#### Analyses du projet de loi
- Le projet de loi sur le renseignement expliqué ligne par ligne. Article publié par Next INpact le 26 mars 2015.
- Que contient la loi sur le renseignement ?. Article publié par Le Monde, le 4 mai 2015
- « Loi renseignement : on a vérifié le « vrai/faux » du gouvernement ». Article publié par Le Monde, le 5 mai 2015

#### Réactions au projet de loi
- Sous-surveillance.fr Site web d’opposants à ce projet de loi
- Ni-pigeons-ni-espions.fr Site web d’un collectif d’entreprises opposées au dispositif imposant l’installation des « boites noires », tel que prévu par ce projet de loi
- Pistes d'amendements au projet de loi proposés par la Quadrature du net